# 톰 헤이
톰 얀 마리누스 헤이(인도네시아어: Thom Jan Marinus Haye, 1995년 2월 9일 ~ )는 에레디비시 클럽 알메러 시티에서 미드필더로 뛰고 있는 인도네시아의 프로 축구 선수이다. 네덜란드에서 태어난 그는 인도네시아 국가대표팀에서 뛰고 있다.
AZ 아카데미 출신인 헤이는 2014년에 1군에 데뷔한 후 빌럼 II, 레체, ADO 덴하흐, NAC 브레다, 헤이렌베인 등의 클럽으로 이적했다.
헤이는 네덜란드를 대표하여 15세 이하부터 21세 이하까지 다양한 청소년 수준에서 활약했으며, 2011년과 2012년에 두 차례나 유럽 17세 이하 챔피언에 올랐으며, 2024년 귀화를 통해 인도네시아로 국제적인 충성심을 전환했다.

## 구단 경력

### AZ
헤이는 암스테르담에서 태어나 AZ에서 유소년 선수로 활동하고 있다. 2011년 2월에 AZ와 첫 계약을 체결했다. 2014년 2월 23일, 그는 4-0으로 패한 아약스와의 에레디비시 원정 경기에서 70분에 셀소 오르티스와 교체 투입되어 AZ에서 풀 데뷔 전을 치렀다. 헤이는 2014년 9월 24일에 프로 데뷔 첫 골을 넣으며 팀의 KNVB 베커르 진출을 확정지었고, EVV와의 원정 경기에서 1-0으로 승리했다. 2015-16년 시즌에는 선발로 출전했고, 2016-17년 시즌에는 UEFA 유로파리그에 데뷔했다.

### 빌럼 II
2016년 6월 19일, 헤이는 AZ와의 계약이 만료된 후 빌럼 II와 2년 계약을 체결했다. 그는 8월 6일, 피테서와의 홈 경기에서 4-1로 패한 경기에서 데뷔 전을 치렀다.

### 레체
2018년 5월 31일, 헤이는 이탈리아 세리에 B 클럽 레체와 2년 계약을 체결했다. 그는 8월 7일, 페랄피살로와 코파 이탈리아 경기에서 데뷔 전을 치렀고, 연장전 끝에 1-0으로 승리했다. 그는 9월 25일, 리보르노와의 경기에서 3-0으로 승리한 후반전에 교체 투입되어 세리에 B에 데뷔했다. 헤이는 그 시즌 세리에 B에 13경기에 출전했지만 세리에 A 승격으로 끝났다.
2019년 9월 2일, 상위 항공편에 출전하지 못한 그는 상호 합의에 따라 계약을 해지했다.

### ADO 덴하흐
2019년 9월 12일, 헤이는 네덜란드로 돌아와 에레디비시의 ADO 덴하흐와 2년 계약을 맺었다. 그는 9월 27일, 에먼과의 원정 경기에서 3-0으로 패한 후 욘 호센스의 후반 교체 투입되어 복귀하자마자 첫 경기에 출전했다. 그는 ADO에서 6개월 동안 주로 교체 선수로 출전했다.

### 헤이렌베인
2022년 1월 31일, 헤이는 2024년 여름까지 공개되지 않은 이적료로 헤이렌베인과 계약했다. 그는 2월 5일, 포르튀나 시타르트와의 경기에서 선발로 출전해 클럽 데뷔 전을 치렀다. 그는 곧바로 깊은 인상을 남겼고, 클럽에서의 첫 6개월 동안 주전 선수로 성장했다. 리그 16경기에 출전해 5개의 어시스트를 기록했다.
헤이와 헤이렌베인은 2023-24년 시즌이 끝날 무렵 해외 이적을 선호했기 때문에 새로운 계약에 동의하지 못했다. 그는 86경기에 출전해 7골 13도움을 기록하며 클럽에서 선수 생활을 마감했다.

## 국가대표팀 경력
헤이는 네덜란드 청소년 국가대표로 15세 이하에서 21세 이하 대표팀에 출전했다. 2011년과 2012년 UEFA U-17 챔피언십에서 우승한 팀의 일원이었으며 2011년 FIFA U-17 월드컵에도 참가했다. 2023년 12월, 헤이는 인도네시아 국가대표팀에서 뛰기 위해 귀화 절차를 거쳤다.
2024년 3월 7일, 헤이는 베트남과의 2026년 FIFA 월드컵 예선 두 경기에 인도네시아 국가대표팀에 소집되었다. 그는 2024년 3월 26일 두 번째 경기에서 데뷔 전을 치렀고, 제이 이즈스의 어시스트를 받아 3-0으로 승리했다. 그리고 2024년 6월 11일, 필리핀과의 경기에서 첫 국가대표 골을 넣었고, 인도네시아는 홈 경기에서 2-0으로 승리했다.

## 플레이 스타일
헤이는 공격형 미드필더로 선수 생활을 시작했지만 성장하면서 다양한 포지션에 적응했다. 빌럼 II에서 두 시즌 동안 그는 레프트 윙어로 자주 활약하며 강하고 정확한 오른발을 활용해 측면에서 안쪽으로 파고들었다. 다재다능한 활약으로 그는 뛰어난 유틸리티 플레이어가 되었다. 커리어가 발전하면서 그는 주로 중앙 미드필더로 활약하며 수비적인 역할로 전환했다.

## 사생활
네덜란드에서 태어난 헤이는 북술라웨시주 출신인 할머니를 통해 인도네시아 출신이다.
2024년 3월 18일, 헤이는 공식적으로 인도네시아 국적을 취득했다.